# Габрица (Шуменская область)
Габрица (болг. Габрица) — село в Болгарии. Находится в Шуменской области, входит в общину Венец. Население составляет 430 человек.

## Политическая ситуация
В местном кметстве Габрица, в состав которого входит Габрица, должность кмета (старосты) исполняет Мустафа Хасан Хамид (Движение за права и свободы (ДПС)) по результатам выборов.
Кмет (мэр) общины Венец — Нехрибан Османова Ахмедова (движение «За права и свободы» (ДПС)) по результатам выборов.